# Leucophenga africana
Leucophenga africana är en tvåvingeart som beskrevs av Bachli 1971. Leucophenga africana ingår i släktet Leucophenga och familjen daggflugor. Inga underarter finns listade i Catalogue of Life.